# Freddie Sears
Frederick David „Freddie“ Sears (* 27. November 1989 in  Hornchurch) ist ein englischer Fußballspieler.

## Karriere
Der Stürmer entstammt der Jugendarbeit von West Ham United. Sein Debüt für die erste Mannschaft des Vereins in der Premier League hatte Sears am 15. März 2008 gegen die Blackburn Rovers. In diesem Spiel wurde er in der 75. Spielminute eingewechselt und markierte nur sechs Minuten später den Siegtreffer zum 2:1 für die „Hammers“.
Zu Beginn der Saison 2009/10 wechselte Sears auf Leihbasis zur Mannschaft von Crystal Palace in die Football League Championship, die zweithöchste englische Liga. Nach 19 torlosen Einsätzen für die Eagles, einer davon im League Cup, kehrte Sears Ende Dezember 2009 wieder zu West Ham United zurück. Nach zwei weiteren Partien für die Hammers, in denen er jeweils als Einwechselspieler aufs Spielfeld lief, folgte am 12. Februar 2010 die nächste Ausleihe. Der Angreifer schloss sich bis zum Saisonende dem Zweitligisten Coventry City an. Der Angreifer absolvierte zehn Partien für die Sky Blues, davon drei in der Stammformation, konnte sich allerdings keinen Treffer gutschreiben lassen.
Im Sommer 2010 kehrte Sears erneut zu West Ham zurück und startet in die Saison 2010/11. Es reichte jedoch nur zu einem Premier-League-Einsatz und so wurde er im Oktober 2010 ein drittes Mal verliehen, diesmal an den Zweitligisten Scunthorpe United. Für The Iron spielte er bis zur Weihnachtszeit, über den Boxing Day holt West Ham United den Stürmer zurück.
Zum vierten Mal ausgeliehen wurde Sears in der Rückrunde der Saison 2011/12, als von Januar bis Mai 2012 für Colchester United in der Football League One spielte. Im Sommer dieses Jahres endete sein Vertrag mit West Ham und er unterschrieb bei Colchester United einen neuen Dreijahresvertrag.
Im Januar 2015 heuerte Sears bei dem damaligen Zweitligisten Ipswich Town. In den folgenden sechs Jahren absolvierte er 218 Pflichtspiele für den Klub und schoss 34 Tore. Er blieb Ipswich auch nach dem Abstieg 2019 in die dritte Liga treu und kehrte dann im Juli 2021 zu dem nunmehr nur noch viertklassigen Colchester United per Zweijahresvertrag zurück.